# Lutipri
Lutipri bizonytalan személy Urartu történetében. Semmilyen más adat nincs róla, mint I. Szarduri tuspai feliratai, miszerint 

„Szarduri vagyok, Lutipri nagykirály fia, nagykirály, aki nem fél a harctól, a csodálatos pásztor, a király, aki leverte a lázadókat. Szarduri vagyok, Lutipri fia, nagykirály, a királyok királya”

– Szarduri tuspai feliratából részlet

Lutiprit sem az asszír források, sem más urartui emlékek nem említik. A kutatók egy része nem is tekinti valódi uralkodónak, a feliratot Szarduri propagandájának minősítik. E felirat ugyanis az asszír nagykirályok titulusait és fogalmazási módját követi, nyelve is akkád, ezért lehetséges, hogy ez csak a hagyományos formulák másolása, mivel Szardurinak szüksége volt egy felmutatható nagykirály ősre, ha az asszír uralkodóhoz akarta hasonlítani magát. Vahan Kurkjian a III. Sulmánu-asaríduval datált Arame (i. e. 844-ig) és Szarduri között nem is hagy helyet, szerinte Szarduri i. e. 844-ben vette át a hatalmat. A lázadás említése talán arra utal, hogy Lutipri felkelést indított Arame ellen, amit Szarduri fejezhetett be. Esetleg Arame egy lázadás következtében halt meg, amelyet végül Lutipri és Szarduri vertek le. Michael Chahin szerint Lutipri Arame első minisztere volt.
Lutipri ezért általában nem szerepel Urartu uralkodói között. Fia, Szarduri viszont az önálló, és erős Urartu megteremtője lett.